# Ballon d'or 1978
Navigation
Édition précédente Édition suivante
Le Ballon d'or 1978 récompensant le meilleur footballeur européen évoluant en Europe a été attribué à l'anglais Kevin Keegan, devant l'autrichien Hans Krankl et le néerlandais  Rob Rensenbrink.
Il s'agit de la 23e édition de ce trophée mis en place par le magazine français France Football qui publia le vote dans le numéro 1707.
Vingt-six journalistes ont pris part au vote (Allemagne de l'Ouest, Allemagne de l'Est, Angleterre, Autriche, Belgique, Bulgarie, Danemark, Espagne, France, Finlande, Grèce, Hongrie, Irlande, Italie, Luxembourg, Norvège, Pays-Bas, Pologne, Portugal, Roumanie, Suède, Suisse, Tchécoslovaquie, Turquie, Union soviétique et Yougoslavie).

## Classement complet
| Rang | Nom                   | Club                                  | Nationalité          | Points |
| 1    | Kevin Keegan          | Hambourg SV                           | Angleterre           | 87     |
| 2    | Hans Krankl           | Rapid Vienne / FC Barcelone           | Autriche             | 81     |
| 3    | Rob Rensenbrink       | Anderlecht                            | Pays-Bas             | 50     |
| 4    | Roberto Bettega       | Juventus                              | Italie               | 28     |
| 5    | Paolo Rossi           | Vicenza                               | Italie               | 23     |
| 6    | Ronnie Hellström      | Kaiserslautern                        | Suède                | 20     |
|      | Ruud Krol             | Ajax Amsterdam                        | Pays-Bas             | 20     |
| 8    | Kenny Dalglish        | Liverpool                             | Écosse               | 10     |
|      | Allan Simonsen        | Borussia Mönchengladbach              | Danemark             | 10     |
| 10   | Peter Shilton         | Nottingham Forest                     | Angleterre           | 9      |
| 11   | Arie Haan             | Anderlecht                            | Pays-Bas             | 7      |
| 12   | René van de Kerkhof   | PSV Eindhoven                         | Pays-Bas             | 6      |
| 13   | Willy van de Kerkhof  | PSV Eindhoven                         | Pays-Bas             | 5      |
|      | Antonio Cabrini       | Juventus                              | Italie               | 5      |
| 15   | Zdeněk Nehoda         | Dukla Prague                          | Tchécoslovaquie      | 4      |
|      | Graeme Souness        | Liverpool                             | Écosse               | 4      |
|      | Johan Cruijff         | FC Barcelone / Sans club              | Pays-Bas             | 4      |
| 18   | Marián Masný          | Slovan Bratislava                     | Tchécoslovaquie      | 3      |
| 19   | Archie Gemmill        | Nottingham Forest                     | Écosse               | 2      |
|      | Marius Trésor         | Olympique de Marseille                | France               | 2      |
| 21   | François Van Der Elst | Anderlecht                            | Belgique             | 1      |
|      | Michel Platini        | Nancy                                 | France               | 1      |
|      | Zbigniew Boniek       | Widzew Łódź                           | Pologne              | 1      |
|      | Franco Causio         | Juventus                              | Italie               | 1      |
|      | Johan Neeskens        | FC Barcelone                          | Pays-Bas             | 1      |
|      | João Alves            | Salamanque/Benfica Lisbonne           | Portugal             | 1      |
|      | Hansi Müller          | Stuttgart                             | Allemagne de l'Ouest | 1      |
|      | Didier Six            | Lens/Olympique de Marseille           | France               | 1      |
|      | Karl-Heinz Rummenigge | Bayern Munich                         | Allemagne de l'Ouest | 1      |
|      | Rainer Bonhof         | Borussia Mönchengladbach / Valence CF | Allemagne de l'Ouest | 1      |